# Rauschtat
Als Rauschtat wird im deutschen und österreichischen Strafrecht eine Straftat bezeichnet, die ein Täter begangen hat, der wegen eines Rausches schuldunfähig ist. Die Schuldunfähigkeit führt dazu, dass der Täter nicht direkt wegen der begangenen rechtswidrigen Tat bestraft werden kann.

## Deutschland
Um die Gefährdung der Allgemeinheit, die dennoch von solchen Tätern ausgehen kann, die sich vorsätzlich oder fahrlässig in einen Rausch versetzt haben, zu sanktionieren, wurde mit § 323a StGB der Tatbestand des Vollrausches eingeführt. Für eine Verurteilung wegen Vollrausches ist das Vorliegen einer Rauschtat eine objektive Bedingung.

## Österreich
§ 11 des österreichischen Strafgesetzbuches schließt bei einem Zustand voller Berauschung ebenso wie in Deutschland die Schuldfähigkeit aus. Bei einem Blutalkoholgehalt von mehr als 3 Promille wird eine volle Berauschung angenommen. Es wird jedoch geprüft, ob die Strafbarkeit mit einer früheren Handlung, bei der die Schuldfähigkeit gegeben war, begründet werden kann (actio libera in causa). Wenn sich der Täter vorsätzlich bis zur Zurechnungsunfähigkeit berauscht, weil er in diesem Zustand ein bestimmtes Delikt begehen will, erfolgt die Bestrafung nach dem Vorsatzdelikt. Wenn sich der Täter fahrlässig voll berauscht, obwohl er hätte vorhersehen können oder müssen, dass er in diesem Zustand ein bestimmtes Delikt begehen werde, ist er wegen fahrlässiger Begehung der Tat zu bestrafen, wenn die fahrlässige Begehung des Delikts strafbar ist. Ähnlich wie in Deutschland ist die Begehung einer mit Strafe bedrohten Handlung im Zustand voller Berauschung gemäß § 287 StGB als eigenes Delikt mit einer Freiheitsstrafe von bis zu 3 Jahren oder einer Geldstrafe von bis zu 360 Tagessätzen strafbar. Dabei darf jedoch keine Strafe verhängt werden, die strenger ist, als die durch das Gesetz für die im Rausch begangene Tat androhte Strafe.
Liegt der Blutalkoholgehalt unter 2,5 Promille, wird in der Regel Zurechnungsfähigkeit angenommen, dieser so genannte „Minderrausch“ kann sich bei der Strafbemessung mildernd oder schuldverstärkend auswirken. Berauschung ist gemäß § 35 StGB in der Regel kein Milderungsgrund. Bei einigen Delikten ist die Berauschung ein erschwerender Umstand, z. B. bei der fahrlässigen Körperverletzung (§ 88 StGB) oder fahrlässigen Tötung durch alkoholisierte Lenker (§ 81 StGB), obwohl der Lenker vorhersehen konnte oder musste, dass ihm eine für Leib und Leben gefährliche Tätigkeit wie Autofahren bevorstehe.
Täter, die wegen einer Rauschtat verurteilt werden, können vom Gericht gemäß § 22 StGB in eine Anstalt für entwöhnungsbedürftige Rechtsbrecher eingewiesen werden, wenn aufgrund ihrer Gewöhnung an ein Rauschmittel zu befürchten ist, dass sie weitere ähnliche Straftaten begehen werden.

## Schweiz
In der Schweiz wird dieser Tatbestand als Verübung einer Tat in selbstverschuldeter Unzurechnungsfähigkeit von Artikel 263 des Strafgesetzbuches abgedeckt.